# Reina Claudia Roja del País
Reina Claudia Roja del País es una variedad cultivar de ciruelo (Prunus domestica), de las denominadas ciruelas europeas,
una variedad de ciruela oriunda de la comunidad autónoma de Galicia, Betanzos (La Coruña). Las frutas tienen un tamaño pequeño o medio, color de piel rojo burdeos a morado casi negro, y pulpa de color amarillo calabaza o verdosa, transparente, textura medio firme y algo fibrosa, y sabor el típico de las Claudias pero más soso.

## Historia
El área de origen de los ciruelos "Reina Claudia" sería seguramente Siria?, y se obtuvo en Francia tras el descubrimiento de un ciruelo importado de Asia que producía ciruelas de color verde. Este ciruelo fue traído a la corte de Francisco I por el embajador del reino de Francia ante la "Sublime Puerta", en nombre de Solimán el Magnífico.
El nombre de Reina Claudia es en honor de Claudia de Francia (1499–1524), duquesa de Bretaña, futura reina consorte de Francisco I de Francia (1494–1547). En Francia le decían la bonne reine.
'Reina Claudia Roja del País' variedad de ciruela local cuyos orígenes se sitúan en la zona de la comarca Tierra de Lemos, comunidad autónoma de Galicia, Betanzos (La Coruña).
'Reina Claudia Roja del País' está cultivada en el banco de germoplasma de cultivos vivos de la Estación experimental Aula Dei de Zaragoza. Está considerada incluida en las variedades locales autóctonas muy antiguas, cuyo cultivo se centraba en comarcas muy definidas, que se caracterizan por su buena adaptación a sus ecosistemas, y podrían tener interés genético en virtud de su características organolepticas y resistencia a enfermedades, con vista a mejorar a otras variedades.

## Características
'Reina Claudia Roja del País' árbol de porte extenso, vigoroso, erguido, muy fértil y resistente. Las flores deben aclararse mucho para que los frutos alcancen un calibre más grueso. Tiene un tiempo de floración que comienza a partir del 16 de abril con el 10% de floración, para el 20 de abril tiene una floración completa (80%), y para el 29 de abril tiene un 90% de caída de pétalos.
'Reina Claudia Roja del País' tiene una talla de tamaño pequeño o medio, de forma aplastada o redondeada aplastada, depresión bastante acentuada en la zona ventral, que a veces continúa más suave en toda la parte dorsal, presentando sutura en depresión bastante acusada, más acentuada en ambos extremos; epidermis tiene una piel recubierta de pruina azulado violácea, sin pubescencia, color de la piel rojo burdeos a morado casi negro; en algunas zonas deja entrever ligeramente el fondo verdoso, punteado muy abundante, amarillento, de tamaño variable, a veces de ruginoso-"russetting", destacando en los frutos más oscuros, y líneas ruginosas concéntricas alrededor de la cavidad peduncular;pulpa de color amarillo calabaza o verdosa, transparente, textura medio firme y algo fibrosa, y sabor el típico de las Claudias pero más soso.
Hueso adherente en zona ventral, pequeño o medio, redondeado o elíptico, con la zona ventral muy ancha, surco dorsal muy marcado de bordes dentados, surcos laterales poco acusados, superficies laterales medianamente esculpidas.
Su tiempo de recogida de cosecha se inicia en su maduración en la segunda quincena de julio.

## Usos
La ciruela 'Reina Claudia Roja del País' se comen crudas de fruta fresca en mesa, y debido a su sabor poco dulce, soso e insípido se transforma en mermeladas, almíbar de frutas o compotas para su mejor aprovechamiento.

## Cultivo
Autofértil, es una muy buena variedad polinizadora de todos los demás ciruelos claudios.